# Raquel (futebolista)
Raquel de Souza Noronha ou apenas Raquel (10 de maio de 1978) é uma ex-futebolista profissional brasileira que atuava como meia.

## Carreira
Raquel fez parte do elenco da Seleção Brasileira de Futebol Feminino, em Sydney 2000. 